# Vatra i led
Vatra i led debitantski je studijski album hrvatskog glazbenog sastava Colonia. Objavljen je 1997. godine.

## Popis pjesama
Tekstovi i glazba: Boris Đurđević. 
| 1.    | »Vatra i led«                | 4:10 |
| 2.    | »Dio nje«                    | 3:35 |
| 3.    | »Suze sa zvijezda«           | 5:00 |
| 4.    | »Sve oko mene je grijeh«     | 4:52 |
| 5.    | »Dok spava grad«             | 4:19 |
| 6.    | »Nek' vatre gore sve«        | 3:48 |
| 7.    | »Slijepi putnik«             | 3:54 |
| 8.    | »Mačka«                      | 3:22 |
| 9.    | »Ljubavi mi treba«           | 4:19 |
| 10.   | »Novi ratovi«                | 5:29 |
| 11.   | »Red Light Zone«             | 4:06 |
| 12.   | »Red Light Zone« (heavy mix) | 4:06 |
| 51:00 |                              |      |

| Bonus skladba | Bonus skladba | Bonus skladba | Bonus skladba | Bonus skladba | Bonus skladba | Bonus skladba | Bonus skladba | Bonus skladba | Bonus skladba |
| Br.           | Skladba       | Trajanje      |               |               |               |               |               |               |               |
| ------------- | ------------- | ------------- | ------------- | ------------- | ------------- | ------------- | ------------- | ------------- | ------------- |
| 13.           | »Božićna noć« | 3:57          |               |               |               |               |               |               |               |
| 54:57         |               |               |               |               |               |               |               |               |               |

## Osoblje
Colonia
- Indira Vladić-Ira – vokali, prateći vokali
- Boris Đurđević – aranžman, prateći vokali
- Tomislav Jelić – aranžman, prateći vokali

Dodatni glazbenici
- Diana – prateći vokali
- Marija – prateći vokali
- Mario Vukušić-Jimmy – gitara (na pjesmama 2, 3, 5 i 10)
- Marko Križan – saksofon (na pjesmama 1, 2, 3 i 4)
- Ivan Androić-Ajvaho – sikus (na pjesmi 10)
- Fedor Boić – klavir (na pjesmi 4), produkcija (pjesme 6), prateći vokali, snimanje
- Gojko Tomljanović – produkcija (svih pjesama osim pjesme 6), prateći vokali, snimanje

Ostalo osoblje
- Marinko Belavić-Marac – snimanje
- Igor CC Kelčec – fotografija, dizajn